# Прапор Молдовської Демократичної Республіки
Прапор Молдовської Демократичної Республіки (рум. „steagul naţional”, „steagul românesc”, „drapelul Basarabiei”, „drapelul Republicii Moldoveneşti”) — державний символ республіки, поряд з гербом і гімном. Прапор офіційно не затверджено.

## Історія
За повідомленнями молдовських джерел, прапором Республіки був триколор із синьої, жовтої та червоної горизонтальних смуг. «Духовним автором» цього прапора називають Пауля Гора — лідера Молдовської національної партії.
За даними архіву М. Ревнівцева, також використовувався прапор у вигляді червоно-синього полотнища, порядок колорівякого не було встановлено: його могли вішати будь-якою стороною: як червоною, так і синьою. Часто його отримували за допомогою усунення з російського прапора білої смуги. Ці кольори прапора передбачалися Органічним регламентом 1832 для Західної Молдови. Такий прапор був у Буковини до 1918 року.
«Сфатул Церій» (рум. Sfatul ţării — «Рада краю») мав прапор аналогічних кольорів з написом «Sfatul ţării» на синій смузі. Посередині на жовтій та червоній смугах розташовувався герб. На звороті цього прапора був напис, вишитий золотими нитками: «Республіка Молдовська демократична та незалежна» (рум. Republica Democratică Moldovenească şi independentă) і герб розташовувався посередині — на жовтій смузі.
Існував ще прапор, який іноді називають військовим прапором. Це був триколор, схожий на прапор Сфатул Церій, але в центрі були дві вишиті золотом букви «RM» (Republica Moldova — Республіка Молдова). Це полковий прапор 1918 року. На обороті вишито Regimentul. 1. Infant. — «Перший піхотний полк».
Прапор МДР офіційно не було затверджено. В архіві Кишинева є документ про підготовку закону про державний прапор та герб. 29 січня 1918 року міністр шляхів сполучення Молдавської республіки Ніколае Босіе-Кодряну на засіданні Ради міністрів зробив усну доповідь про необхідність розробки проекту закону про національний прапор та національний герб для його подання до Сфатул Церій. Було запропоновано Міністерству на чолі з Н. Босіе-Кодряну підготувати склад комісії для опрацювання цього питання. Після голосування 27 березня про приєднання до Румунії питання державних символів відпало саме собою.
На початку 1918 року територія увійшла до складу Румунії і, відповідно, прапор Румунії став єдиним прапором на території всієї країни. Використовувався до червня 1940 року, коли територія увійшла до складу СРСР.

## Галерея

Прапор « Сфатул Церій». Лицьова сторона
Прапор « Сфатул Церій». Ймовірно, зворотний бік
Прапор піхотного полку, лицьова сторона. 1918 рік
Прапор піхотного полку, зворотний бік. 1918 рік